# Willy Pieper
Willy H. A. Pieper (* 9. Juli 1911 in Zürich; † 27. April 1990) war ein Schweizer Regattasegler.

## Biografie
Pieper nahm an den Olympischen Sommerspielen 1936 in Berlin und 1952 in Helsinki teil. Bei der Regatta 1936 in Kiel belegte er mit der O-Jolle den achten Rang. 1952 im Finn Dinghy wurde er Dreizehnter.